# 19544 Avramkottke
19544 Avramkottke è un asteroide della fascia principale. Scoperto nel 1999, presenta un'orbita caratterizzata da un semiasse maggiore pari a 2,3963834 UA e da un'eccentricità di 0,1937513, inclinata di 2,71053° rispetto all'eclittica.